# Barrio del Niño
Barrio del Niño är en ort i Mexiko.   Den ligger i kommunen Villa de Zaachila och delstaten Oaxaca, i den sydöstra delen av landet, 400 km sydost om huvudstaden Mexico City. Barrio del Niño ligger 1 530 meter över havet och antalet invånare är 187.
Terrängen runt Barrio del Niño är kuperad norrut, men söderut är den platt. Runt Barrio del Niño är det tätbefolkat, med 570 invånare per kvadratkilometer. Närmaste större samhälle är Oaxaca de Juárez, 12,8 km norr om Barrio del Niño. I omgivningarna runt Barrio del Niño växer huvudsakligen savannskog.